# Musse
Musse je stará jednotka hmotnosti používaná na Kypru.
Velikost 1 musse činila přibližně 27,9 kg.